# Mistrovství Asie v rychlobruslení 2009
Mistrovství Asie v rychlobruslení 2009 se konalo ve dnech 4. a 5. ledna 2009 na otevřené rychlobruslařské dráze Tomakomai Highland Sport Center v japonském Tomakomai. Jednalo se o 10. mistrovství Asie. Z předchozího šampionátu obhajovali titul Japonec Hiroki Hirako a jeho krajanka Maki Tabataová.
V Tomakomai se poprvé stala mistryní Asie Japonka Masako Hozumiová. Mezi muži podruhé zvítězil Jihokorejec Čoj Kwun-won.

## Muži
| Pořadí           | Jméno            | Země        | 500 m      | 5 000 m      | 1 500 m      | 10 000 m      | Počet bodů |
| ---------------- | ---------------- | ----------- | ---------- | ------------ | ------------ | ------------- | ---------- |
| Zlatá medaile    | Čoj Kwun-won     | Jižní Korea | 37,98 (2.) | 6:49,74 (1.) | 1:53,85 (1.) | 14:19,15 (2.) | 159,861    |
| Stříbrná medaile | Hiroki Hirako    | Japonsko    | 38,22 (3.) | 6:49,98 (2.) | 1:54,98 (2.) | 14:16,63 (1.) | 160,375    |
| Bronzová medaile | Dmitrij Babenko  | Kazachstán  | 39,02 (6.) | 6:57,57 (3.) | 1:55,96 (4.) | 14:26,31 (3.) | 162,745    |
| 4.               | Teppei Mori      | Japonsko    | 39,02 (6.) | 6:59,25 (4.) | 1:57,82 (6.) | 14:35,50 (4.) | 163,993    |
| 5.               | Šigejuki Dedžima | Japonsko    | 38,53 (5.) | 7:07,06 (5.) | 2:00,27 (7.) | 15:27,07 (6.) | 167,679    |
| 6.               | Maxim Sergijenko | Kazachstán  | 41,30 (8.) | 7:19,59 (7.) | 2:04,10 (8.) | 15:04,95 (5.) | 171,922    |
| 7.               | Jo Sang-jop      | Jižní Korea | 37,47 (1.) | 7:13,53 (6.) | 1:55,54 (3.) | DNS           | 113,336    |
| 8.               | Denis Kuzin      | Kazachstán  | 38,45 (4.) | 7:29,96 (8.) | 1:57,09 (5.) | DNS           | 116,476    |

## Ženy
| Pořadí           | Jméno              | Země        | 500 m      | 3 000 m      | 1 500 m      | 5 000 m      | Počet bodů |
| ---------------- | ------------------ | ----------- | ---------- | ------------ | ------------ | ------------ | ---------- |
| Zlatá medaile    | Masako Hozumiová   | Japonsko    | 42,71 (3.) | 4:17,75 (1.) | 2:04,96 (1.) | 7:22,88 (1.) | 171,609    |
| Stříbrná medaile | Maki Tabataová     | Japonsko    | 41,97 (2.) | 4:29,10 (4.) | 2:06,67 (2.) | 7:45,78 (5.) | 175,621    |
| Bronzová medaile | Juri Obaraová      | Japonsko    | 41,28 (1.) | 4:31,98 (5.) | 2:08,11 (3.) | 7:45,54 (4.) | 175,867    |
| 4.               | Pak To-jong        | Jižní Korea | 42,78 (4.) | 4:26,22 (2.) | 2:10,26 (5.) | 7:41,34 (3.) | 176,704    |
| 5.               | Eriko Išinová      | Japonsko    | 42,90 (6.) | 4:27,34 (3.) | 2:11,42 (6.) | 7:39,62 (2.) | 177,224    |
| 6.               | I Ču-jon           | Jižní Korea | 42,84 (5.) | 4:35,09 (6.) | 2:10,22 (4.) | 7:51,94 (6.) | 179,288    |
| 7.               | Jelena Obaturovová | Kazachstán  | 46,24 (8.) | 4:48,07 (7.) | 2:19,20 (8.) | 7:26,54 (7.) | 191,305    |
| 8.               | Jelena Urvancevová | Kazachstán  | 45,01 (7.) | 4:54,87 (8.) | 2:17,85 (7.) | DNS          | 140,105    |